# Where Did Our Love Go
«Where Did Our Love Go» — песня американской группы Supremes. Написана и спродюсирована она была Холландом — Дозье — Холландом. Сингл вышел в 1964 году на лейбле Motown. Это песня стала для Supremes их первым хитом номер 1 в США.
Журнал «Rolling Stone» в 2011 году поместил песню «Where Did Our Love Go» в исполнении группы Supremes на 475 место своего списка «500 величайших песен всех времён».
В 1999 году оригинальный сингл группы Supremes с этой песней (вышедший в 1964 году на лейбле Motown) был принят в Зал славы премии «Грэмми».
Кроме того, песня, в частности, вошла (опять же в оригинальном исполнении группы Supremes) в составленный журналом «Тайм» в 2011 году список All-TIME 100 Songs (список ста лучших песен с момента основания в 1923 году журнала «Тайм»).

## Чарты
| Чарт                              | Наив. поз. |
| --------------------------------- | ---------- |
| Австралия                         | 14         |
| США (Billboard Hot 100)           | 1          |
| США (Cash Box R&B Singles Chart)  | 1          |
| США (Cash Box Pop Singles Chart   | 1          |
| Канада (RPM Top 40)               | 1          |
| Великобритания (UK Singles Chart) | 3          |
| Нидерланды (MegaCharts)           | 4          |
| Норвегия (VG-lista)               | 6          |

### Итоговые чарты за год
| Чарт (1964)                   | Наив. поз. |
| ----------------------------- | ---------- |
| США (Cash Box Year-end Chart) | 15         |